# Boris Runge
Boris Wasiljewicz Runge (ros. Борис Васильевич Ру́нге; ur. 1925 w Moskwie, zm. 1990 tamże) – radziecki aktor filmowy i głosowy. Ludowy Artysta RFSRR (1985). Zasłużony Działacz Kultury (1976).
Pochowany na Cmentarzu Wagańkowskim w Moskwie.

## Wybrana filmografia

### Filmy fabularne
- 1941: Jak hartowała się stal
- 1971: Na rabunek
- 1974: Niezwykłe przygody Włochów w Rosji

### Filmy animowane
- 1984: Nie chcę, nie będę

## Odznaczenia
- Zasłużony Działacz Kultury (1976)
- Ludowy Artysta RFSRR (1985)